# Jade Alleyne
Jade Alleyne (* 17. März 2001 in Schottland) ist eine schottische Schauspielerin.

## Leben
Alleyne wurde im März 2001 in Schottland geboren und lebt momentan in South London. Bekannt wurde sie als Darstellerin der Clem Burton in der britischen Kinderserie 4 O’Clock Club. In der Disney-Channel-Fernsehserie The Lodge, die seit September 2016 ausgestrahlt wird, spielt sie die Rolle der Kaylee.

## Filmografie
- 4 O’Clock Club
- seit 2016: The Lodge (Fernsehserie)
- 2019: Years and Years (Fernsehserie, sechs Folgen)
- 2021: Twist